# Réformes Kansei
Les réformes Kansei (寛政の改革, Kansei no kaikaku) sont une série de réformes politiques et économiques mis en œuvre dans le Japon de la fin du XVIIIe siècle. Elles reposent sur des mesures d'austérité économique .

## Contexte
Tokugawa Ienari devient le 11e shōgun en 1787 à l'âge de 15 ans. Le pays doit alors faire face à plusieurs crises politiques et économiques. Plusieurs grandes famines (grande famine Tenmei (en) de 1782-1788) et incendies touchent le pays. Il prend comme plus proche conseiller Matsudaira Sadanobu, qui commence par épurer la haute administration d'anciens proches de l'ancien rōjū Tanuma. Matsudaira Sadanobu s'assure du soutien des trois grandes branches de la famille Tokugawa et place des proches aux postes sensibles, comme Matsudaira Nobuakira (ja), Honda Tadakazu (ja), et Toda Ujinori (ja). Matsudaira Sadanobu analyse les troubles que traverse le pays comme résultant d'une perte de moralité et entame les réformes Kansei, d'orientation conservatrice.
Dans le domaine éducatif et moral, il exhorte les samouraïs et les daimyō à parfaire leurs études et leur formation. Il fait réformer la doctrine néo-confucianiste du gouvernement par l'édit Igaku no kin qui bannit toute hétérodoxie au profit de la doctrine de Zhu Xi. Le contrôle des enseignements dispensés au sein de la Yushima Seidō, académie néo-confucianiste d'Edo qui forme les cadres du gouvernement, est renforcé. La Igakukan (en), école de médecine qui sanctionne officiellement la qualité de médecin pour l'ensemble du pays, est créée en 1791. L'étude des techniques occidentales, ou rangaku, est plus étroitement encadrée, et la pornographie est interdite.
Pour éviter la désertion des villages, le bakufu dépense d'importantes sommes d'argent pour inciter les paysans à reprendre des terres laissées vacantes. En ville, le pouvoir s'associe à partir de 1788 à de puissants marchands d'Edo pour faciliter les prêts à taux d'intérêt réduit aux samouraïs et aux marchands faisant face à des difficultés financières.
Le pouvoir doit cependant faire face à plusieurs crises politiques inédites. Adam Laxman, représentant l'Empire russe, arrive au Japon en 1792, et demande l'ouverture d'échanges commerciaux entre les deux pays. Divisé sur la réponse à apporter, le pouvoir tente de temporiser avant de refuser. Une crise éclate en 1789 entre la cour à Kyōto et le shogunat au sujet du rang protocolaire que l'empereur Kōkaku souhaite attribuer à son père naturel. Bien que ce dernier n'ait jamais régné, il veut que lui soit reconnu le tire d'empereur retiré. Le shogunat refuse, et fait punir deux hauts responsables de la cour, ce qui envenime ses relations avec la cour impériale. Très impopulaire, Matsudaira Sadanobu finit par démissionner en 1793, mais continue de conseiller à distance la haute administration. Les proches de Tanuma continuent d'être présents dans les hautes sphères de l'administration, et reviennent au pouvoir en 1818. La plupart des réformes de Matsudaira Sadanobu sont cependant conservées, notamment dans les domaines de l'administration et de l'éducation.

## Conséquences
Les réformes Kansei jouent un rôle crucial pour développer l'éducation dans le pays, la dynamique lancée d'Edo se diffusant rapidement au reste du pays par l'intermédiaire des daimyō. Ceux-ci proposent dans leurs domaines un nombre grandissant d'emplois aux personnes éduquées, et les modes de recrutement favorisent de plus en plus les compétences par rapport au rang social.
Le résultat en est que les effets de la politique mise en œuvre au sein du bakufu sous Tanuma, et l'assouplissement du sakoku (politique japonaise de portes closes et de strict contrôle des commerçants étrangers) sont inversées ou bloquées.
Cet important mouvement de remise en cause politique est accompagné de trois autres réformes durant la période Edo : les réformes Kyōhō (1716–1736), les réformes Tenpō des années 1830 et les réformes Keiō (1866–1867).